# Villa Luise
Die Villa Luise, ursprünglich Villa Louise, steht in der Oberen Bergstraße 58 im Stadtteil Niederlößnitz der sächsischen Stadt Radebeul. Sie wurde um 1895 erbaut.

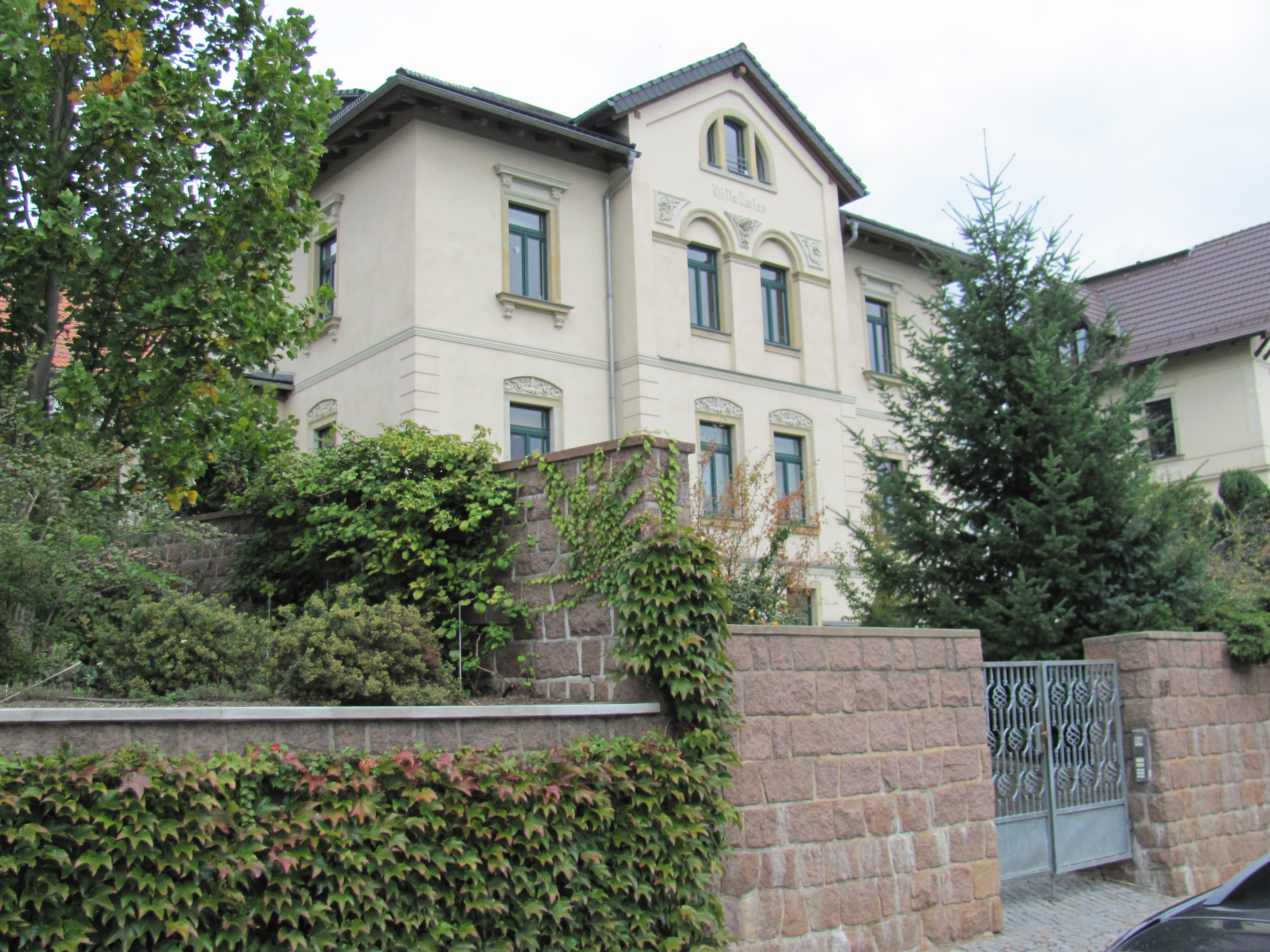
Villa Luise

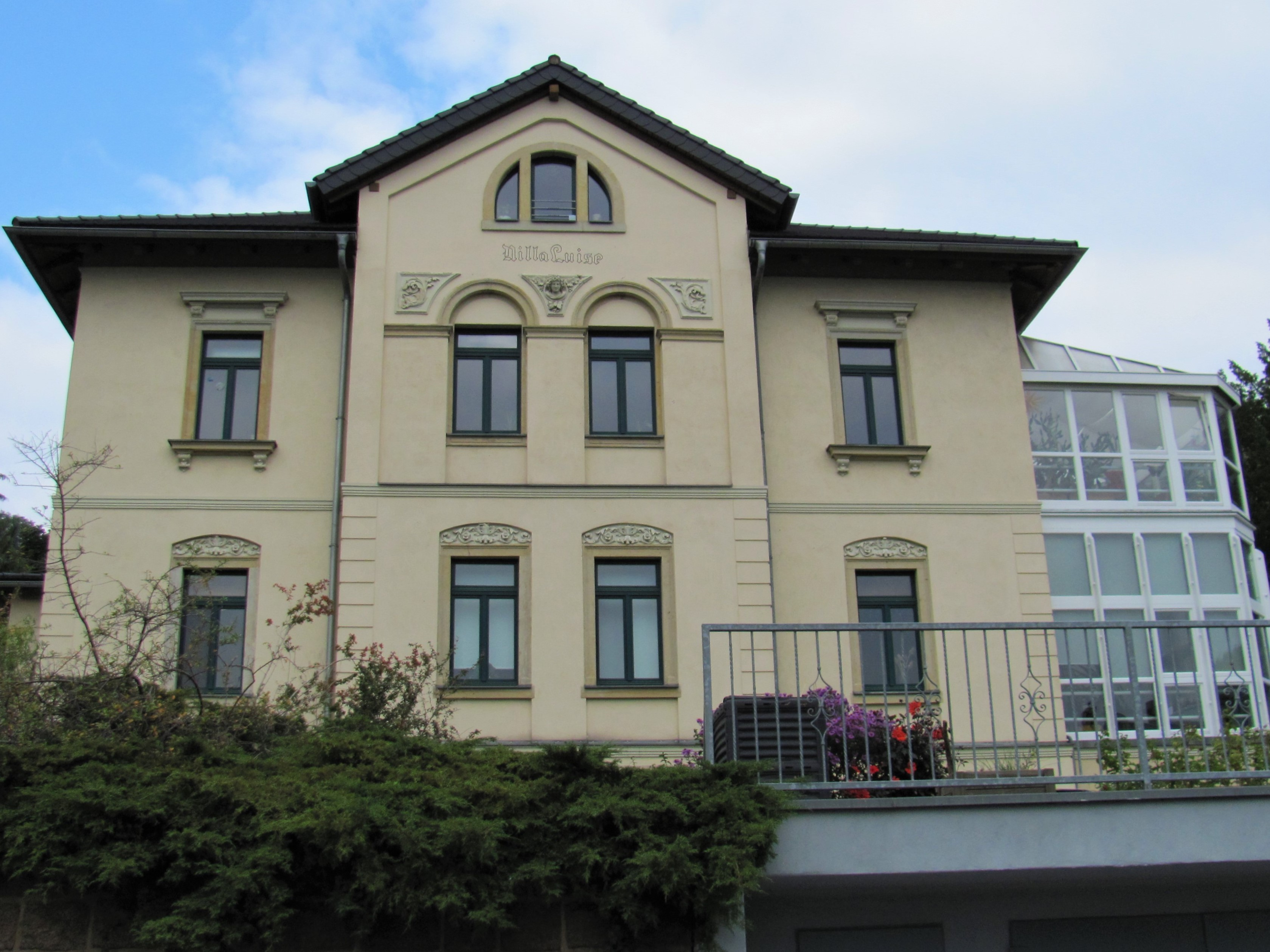
Villa Luise

## Beschreibung

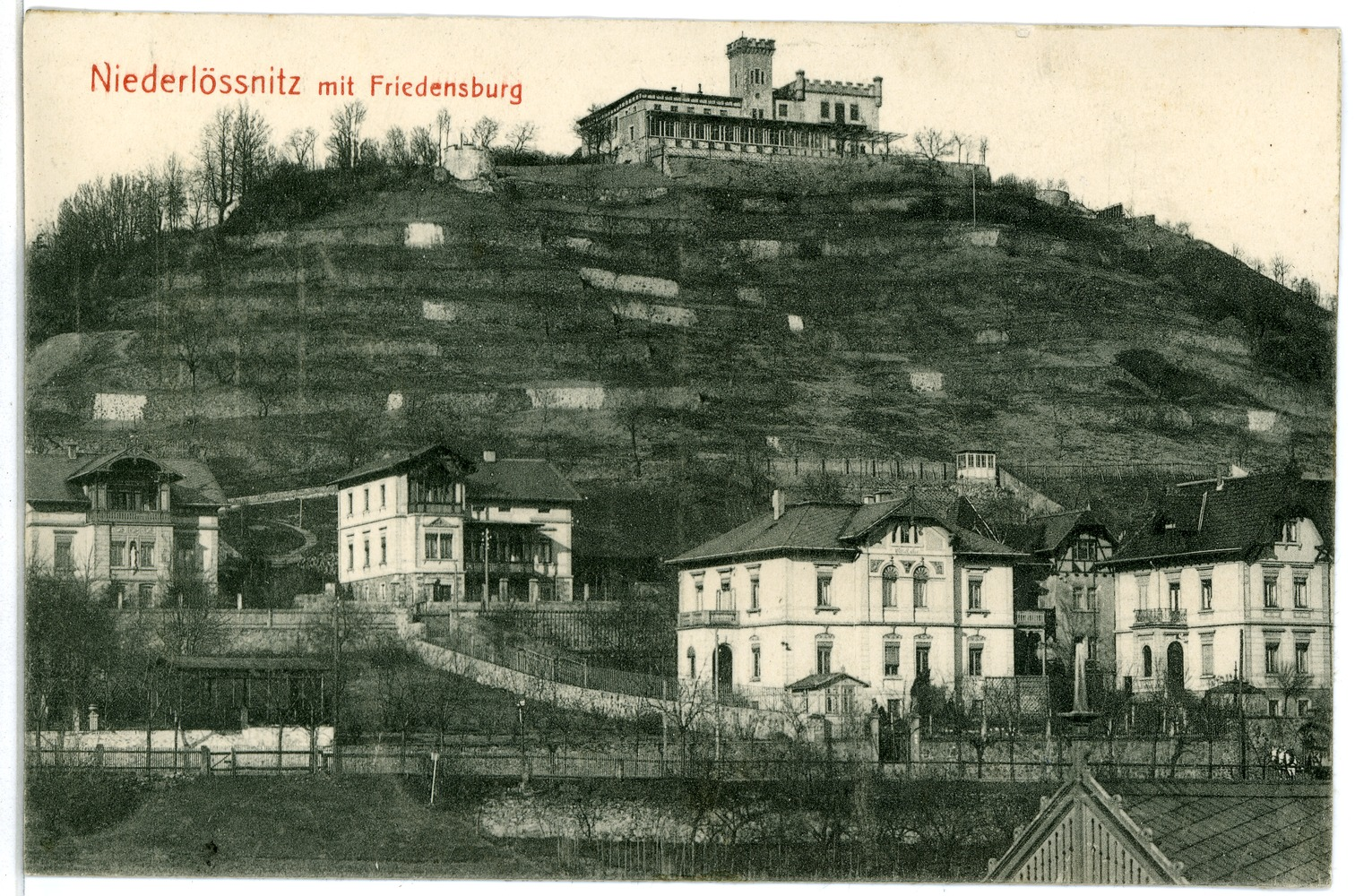
Villa Luise (1901), unterhalb der Friedensburg. Rechts davon Obere Bergstraße 56, links Bodelschwinghstraße 3 und Villa Augusta

Die unter Denkmalschutz stehende Mietvilla ist ein zweigeschossiges Wohngebäude mit einem weit überkragenden, abgeplatteten Schiefer-Walmdach. Sie steht auf der Bergseite der Oberen Bergstraße auf einem abfallenden Grundstück, zu Füßen der Niederlößnitzer Weinberge der Einzellage Radebeuler Steinrücken. Das Anwesen liegt im Denkmalschutzgebiet Historische Weinberglandschaft Radebeul.
Die vierachsige Straßenansicht ist symmetrisch aufgebaut, mittig steht ein zweiachsiger Risalit mit einem Dreiecksgiebel. Die beiden Obergeschossfenster im Risalit, wie alle durch Sandsteingewände eingefasst, werden durch rundbogige Verdachungen geschmückt, im Giebel darüber zeigt sich ein Thermenfenster. Alle anderen Fenster des Hauses sind rechteckig und durch einfachere Elemente wie gerade Verdachungen geschmückt.
In der linken Seitenansicht steht ein Eingangsvorbau, in der rechten eine erneuerte, zweigeschossige Veranda.
Der helle, verputzte Bau wird durch Gesimse, Ecklisenen und Stuckdekor gegliedert und geschmückt.